# ゴンジョ県
ゴンジョ県（ゴンジョけん）は中華人民共和国チベット自治区チャムド市の県の一つ。

## 歴史
1913年（民国2年）に設置された貢県を前身とする。間もなく貢覚宗とされたが、1960年に三岩宗と統合された貢覚県とされた。

## 行政区画
1鎮、11郷を管轄：
- 鎮：莫洛鎮
- 郷：相皮郷、哈加郷、雄松郷、拉妥郷、阿旺郷、木協郷、羅麦郷、沙東郷、克日郷、則巴郷、敏都郷

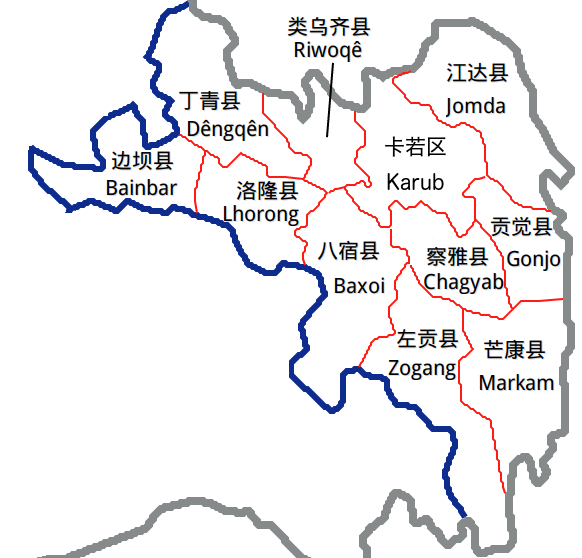
チャムド地区の行政区画

## 参考資料
- A. Gruschke: The Cultural Monuments of Tibet’s Outer Provinces: Kham - Volume 1. The Xizang Part of Kham (TAR), White Lotus Press, Bangkok 2004. ISBN 974-480-049-6
- Tsering Shakya: The Dragon in the Land of Snows. A History of Modern Tibet Since 1947, London 1999, ISBN 0-14-019615-3